# Queraltina
Queraltina es un género de foraminífero bentónico de la subfamilia Almaeninae, de la familia Almaenidae, de la superfamilia Nonionoidea, del suborden Rotaliina y del orden Rotaliida. Su especie tipo es Queraltina epistominoides. Su rango cronoestratigráfico abarca desde el Luteciense hasta el Bartoniense (Eoceno medio).

## Clasificación
Queraltina incluye a las siguientes especies:
- Queraltina abrardi †
- Queraltina colomi †
- Queraltina crenata †
- Queraltina epistominoides †
- Queraltina hispanica †